# Schloss Schildau

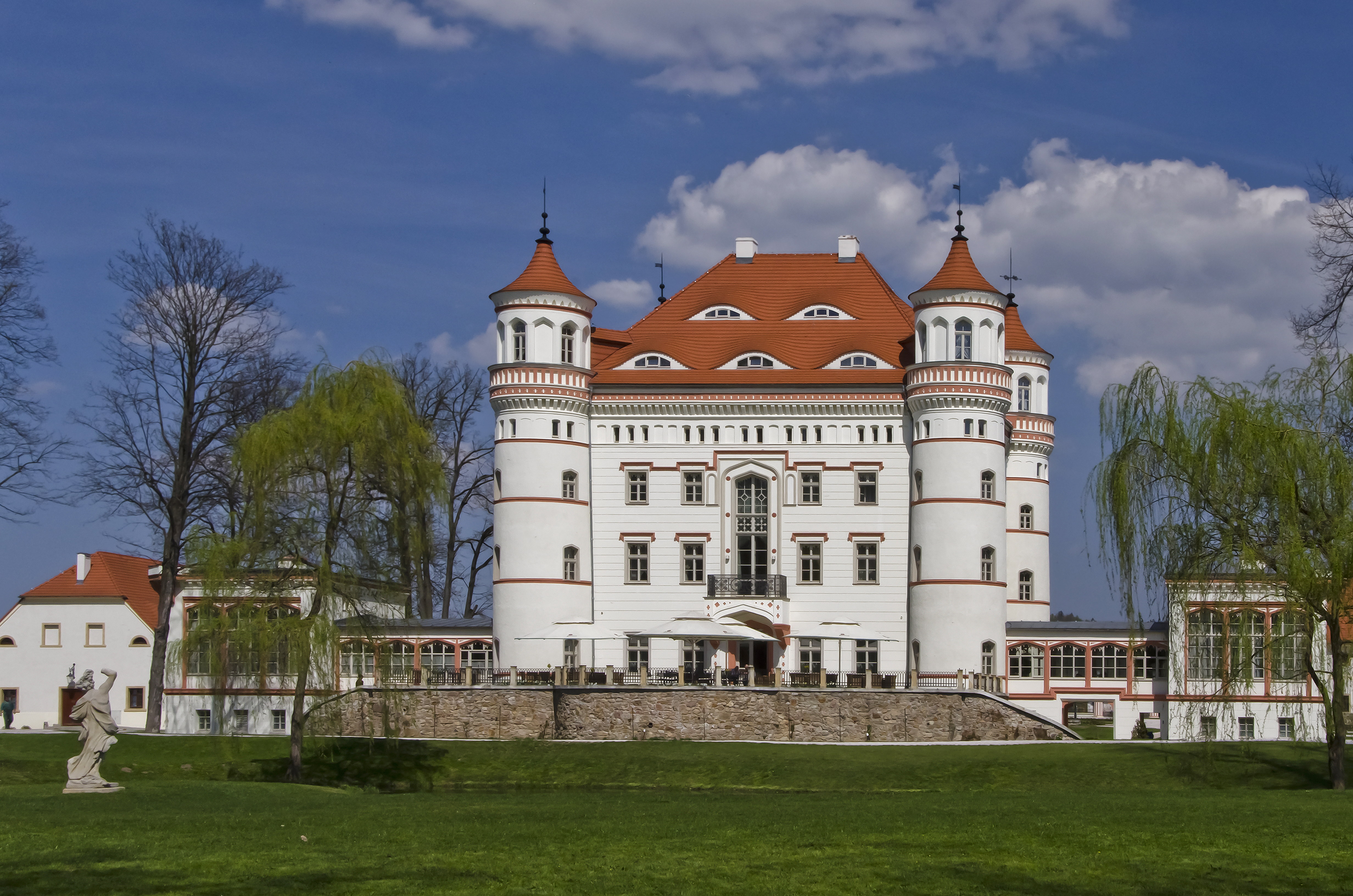
Gartenansicht, 2011

Das Schloss Schildau (polnisch Pałac w Wojanowie) liegt im Dorf Schildau (Wojanów) in der Gemeinde Mysłakowice (deutsch Zillerthal-Erdmannsdorf) im Powiat Jeleniogórski in der Woiwodschaft Niederschlesien. Es gehört zur Kulturlandschaft des Hirschberger Tals und war ursprünglich ein Wasserschloss.

## Geschichte

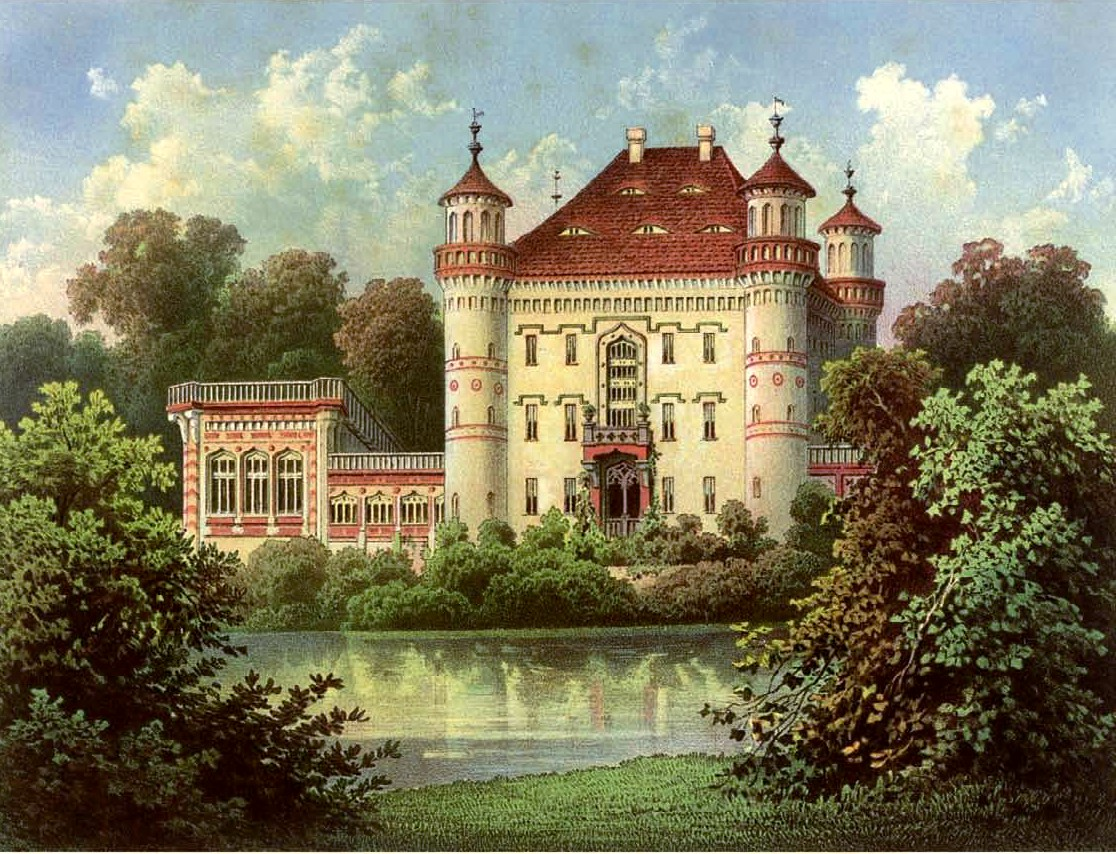
Gemälde des Schlosses aus der Mitte des 19. Jahrhunderts

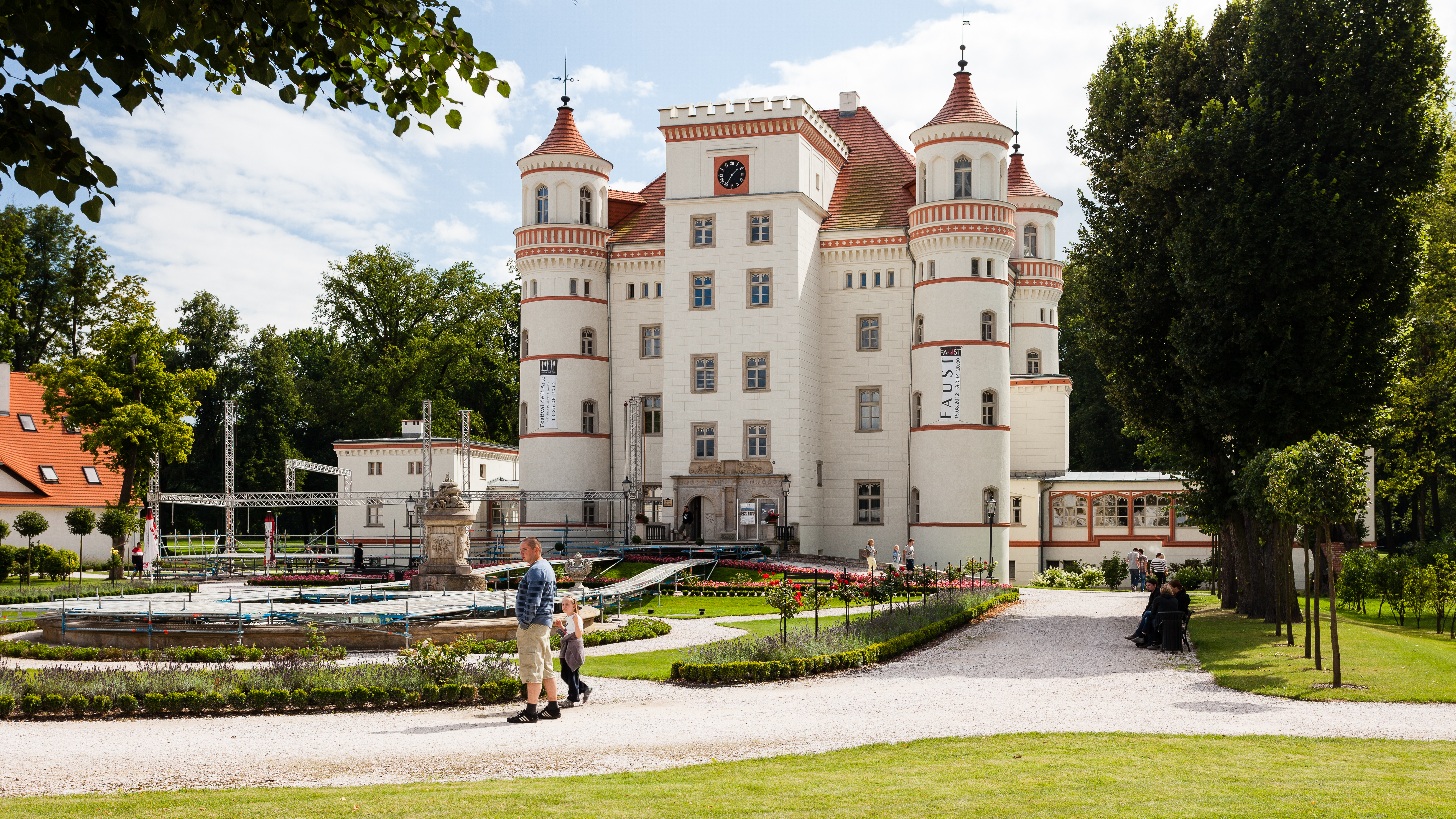
Hofansicht der Schlossanlage

Im Jahre 1281 wird in Schildau, das zum Herzogtum Jauer gehörte, ein Gut als Lehen des Ritters Eberhard von Schildau erwähnt. Mit geringfügigen Unterbrechungen gehörte das Landgut Schildau von 1299 bis 1723 der Familie von Zedlitz. Mitte des 14. Jahrhunderts wird ein Hans von Zedlitz als Besitzer genannt. In der kurzen Periode von 1540 bis 1548 war das Gut im Besitz der Familie von Schaffgotsch.
Nikolaus von Zedlitz auf Nimmersath baute 1603 ein neues Renaissanceschloss, das während des Dreißigjährigen Krieges um das Jahr 1642 von den Schweden niedergebrannt wurde. Der Wiederaufbau begann 1667 unter dem Besitzer Christoph von Zedlitz.
Nach 1723 wechselte das Gut öfter den Besitzer, so erwarb es der Hirschberger Kaufmann Daniel von Buchs (1676–1735), der einen Umbau zum barocken Palast vornahm. Im Jahr 1817 wurde das Anwesen von Carl Heinrich Sigismund von Rothkirch übernommen, diesem folgte 1831 der kurländische Justizrat Karl Albrecht Ike. Dieser ließ das Schloss ab 1832 vollständig umbauen, es blieben nur die Umfassungsmauern stehen. Das ganze Gebäude wurde um ein Stockwerk erhöht. Der Umbau erfolgte im Stil der Neogotik durch einen Architekten aus dem Umkreis von Karl Friedrich Schinkel.
Im Jahr 1839 kaufte König Friedrich Wilhelm III. von Preußen das Landgut von Karl Albrecht Ike und schenkte es seiner Tochter Luise von Preußen (1808–1870) und ihrem Gemahl, dem Prinzen Friedrich von Oranien-Nassau (1797–1881). Der König selbst hatte seinen Sommersitz im benachbarten Schloss Erdmannsdorf, sein Bruder Prinz Wilhelm im benachbarten Schloss Fischbach.
Der 1839–40 erfolgte Umbau des Schlosses, insbesondere der Gartenfront, im Stil der Neogotik durch Friedrich August Stüler oder Hermann Wentzel diente der Anpassung an die neue Funktion als Residenz des königlichen Paares. Außerdem erhielt es eine der schönsten Parkanlagen.
Im Jahre 1874 erbte das Anwesen die Tochter, Marie zu Wied, die das Schloss 1906 umfassend restaurieren ließ und im Jahr 1908 an den Reserveoffizier und Rittmeister Karl Krieg verkaufte. Der letzte Besitzer bis 1945 war Konsul Kurt Effenberg.
Im Zweiten Weltkrieg diente das Anwesen als Arbeitslager für Kriegsgefangene, die in der Papierfabrik in Eichberg (Dąbrowica) arbeiteten.
Das Schloss überstand den Zweiten Weltkrieg unzerstört, wurde aber im Jahre 1945 geplündert und ausgeraubt.

### Nutzung nach 1945
Nach dem Krieg fiel das Anwesen an den polnischen Staat. Es wurde als Verwaltungsgebäude eines staatlichen Landwirtschaftsbetriebes und als Ferienheim genutzt. In den 1990er Jahren stand es leer und sein Bauzustand verschlechterte sich, bis es zur Ruine verfiel.
Im Jahre 1995 kaufte eine polnisch-italienische Firma das Schloss und begann mit der Renovierung der Anlage, aber im Jahre 2002 brannte das Schloss aus.
Seit 2004 ist die „Pałac Wojanów sp. z o.o.“ (Pałac Wojanów GmbH) Besitzerin des Anwesens, es erfolgte eine gründliche Renovierung von Schloss und Park. Seit dem Jahre 2007 wird es als Hotel, Restaurant und Konferenzzentrum mit Erholungs- und Parkanlage genutzt.

## Beschreibung des Baus

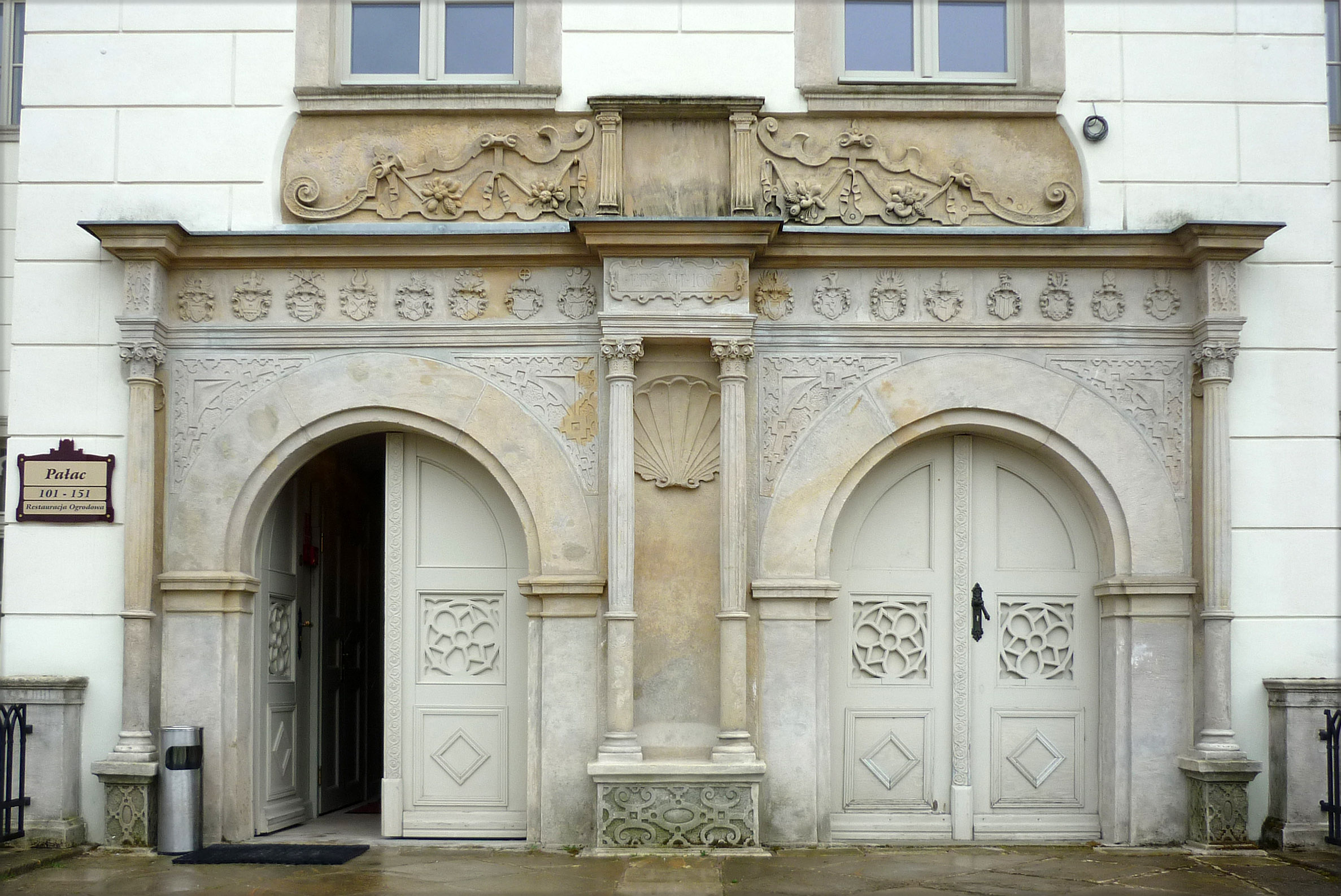
Doppelportal mit 16 Wappen der Familie von Zedlitz

Das Schloss steht erhöht hinter einem Rondell mit zwei Auffahrtsrampen und ist auf einem hohen Sockel mit quadratischem Grundriss erbaut. Es besitzt ein Walmdach und vier zylindrische Ecktürme, auf der Südseite schließt sich eine Terrasse an.
Es weist drei Stockwerke und ein Mezzanin-Geschoss auf und wird an der Eingangsseite durch einen hohen Mittelrisalit betont.
An beiden Seiten des Schlosses stehen zwei Zwischenbauten mit Gartenpavillons.
Das Doppelportal ist mit 16 Wappen der Familie von Zedlitz und deren Verwandten geschmückt. Ein Teil der architektonischen Ausgestaltung des Schlosses aus dem 19. Jahrhundert ist erhalten geblieben, so z. B. Türbekrönungen und Wandfelder mit Medaillons zwischen Lisenen mit Akanthusornamenten und die spätklassizistische, polychrome Malerei im Speisesaal.
Die Gesamtanlage wird durch das spätbarocke Verwalterhaus und den früheren Wirtschaftshof umrahmt. In der Mitte befindet sich ein Blumenrondell mit einem Brunnen aus dem Jahre 1790, der ursprünglich am Schloss Reibersdorf (Rybarzowice) stand.
Im Wirtschaftshof sind heute ein Konferenzzentrum, Gästezimmer und der Wellnessbereich untergebracht.
Vom Verwalterhaus führt jenseits der Straße eine lange Lindenallee zu einem Aussichtspunkt, dem früheren Belvedere auf dem Eisberg. Ein weiterer Aussichtspunkt befand sich auf dem Kuhberg.

## Park
Die große Parkanlage rund um das Schloss Schildau wurde vermutlich nach Entwürfen von Peter Joseph Lenné in den 1840er Jahren angelegt. Auf der Eingangsseite (Hofseite) wurde ein Rondell errichtet.
Südlich des Schlosses lag der Pleasureground („Vergnügungsplatz“), ein künstlerisch gestalteter Gartenbereich mit Rasen, Sträuchern, Blumen und einem Teich, in dem sich das Schloss spiegelt. Entlang des Flusses Bober (Bóbr) erstreckte sich ein englischer Landschaftspark mit Blickbeziehung zum benachbarten Schloss Lomnitz auf der anderen Seite des Bober. Vom Park konnte man auf das Riesengebirge und die Schneekoppe blicken.
Im Rahmen der Restaurierungsarbeiten wurde auch der Park nach historischem Vorbild neu angelegt. Die Grünanlagen an der Vorderfront, mit dem Springbrunnen und den zahlreichen Rosenrabatten wurden stilvoll rekonstruiert.
Der öffentlich zugängliche Park kann auch für Veranstaltungen genutzt werden.
Der Blick von der Terrasse des Gartenrestaurants auf die Schneekoppe ist die besondere Attraktion des Schlosses Schildau.
Der Schlosspark ist Mitglied des Gartenkulturpfades beiderseits der Neiße. Dies verbessert die Möglichkeiten der Pflege (Parkseminare) und die Aussichten auf Förderung sowie die touristische Erschließung.

## Schloss Schildau in Bildern

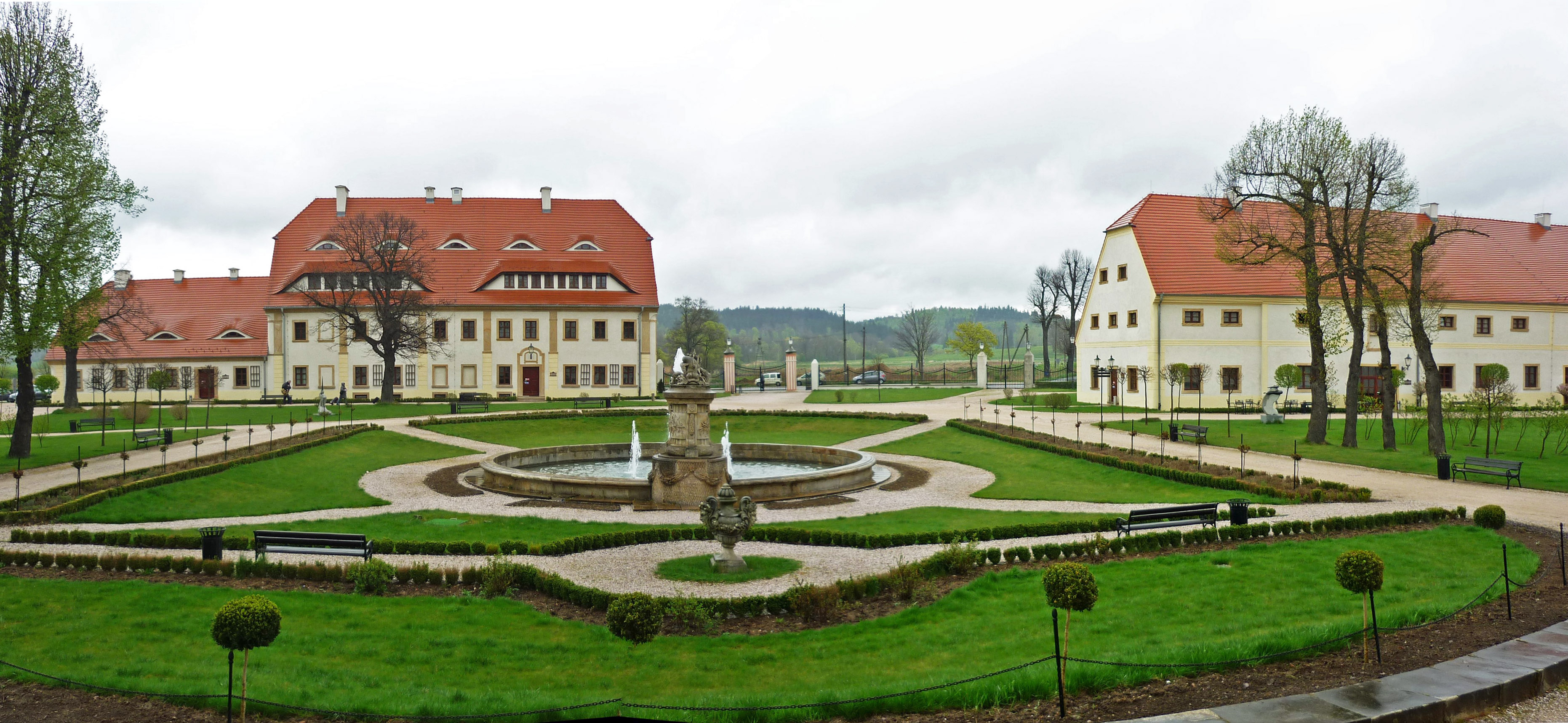
Hofanlage mit Gartenhäusern
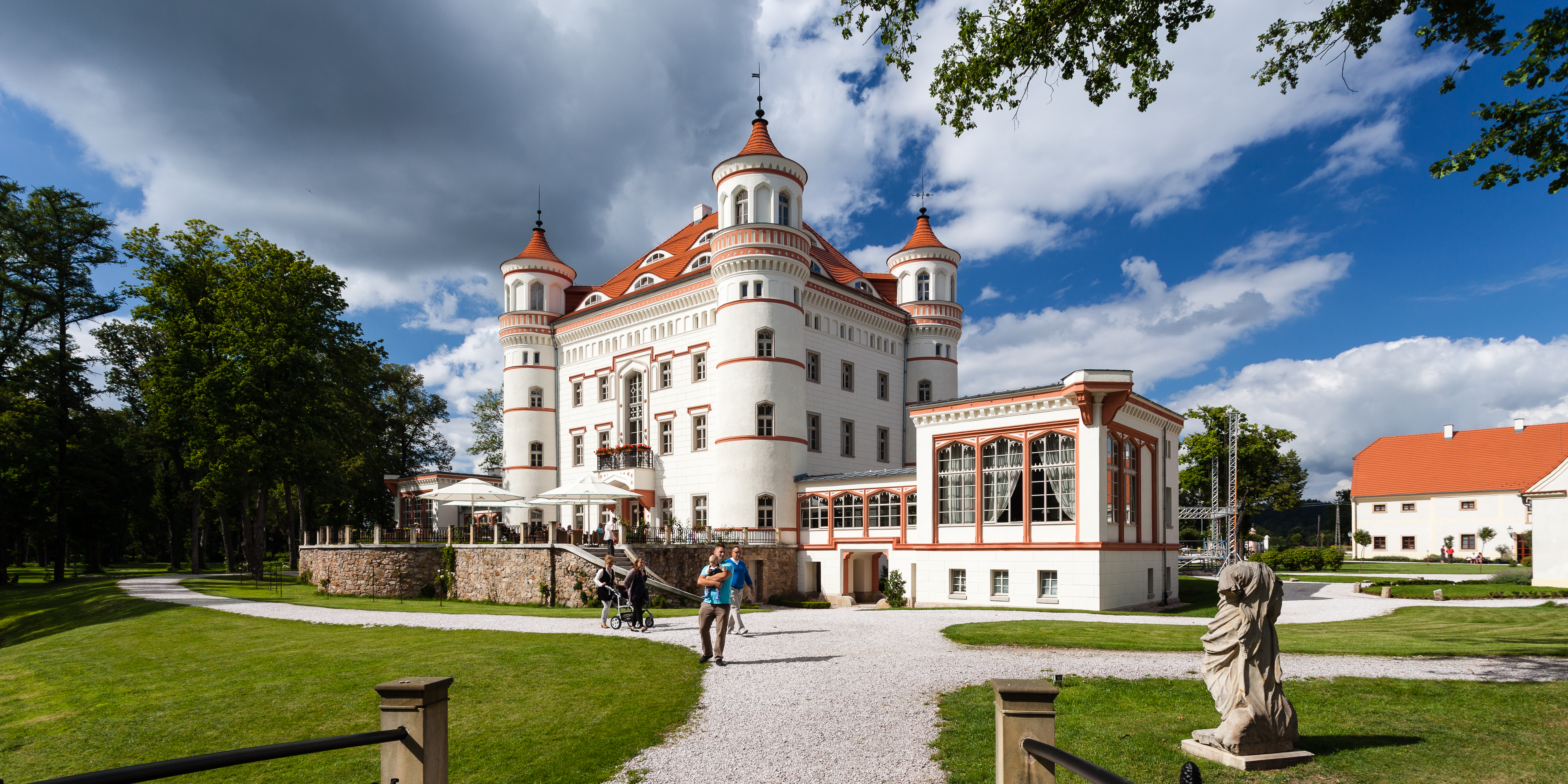
Schloss mit Gartenpavillon
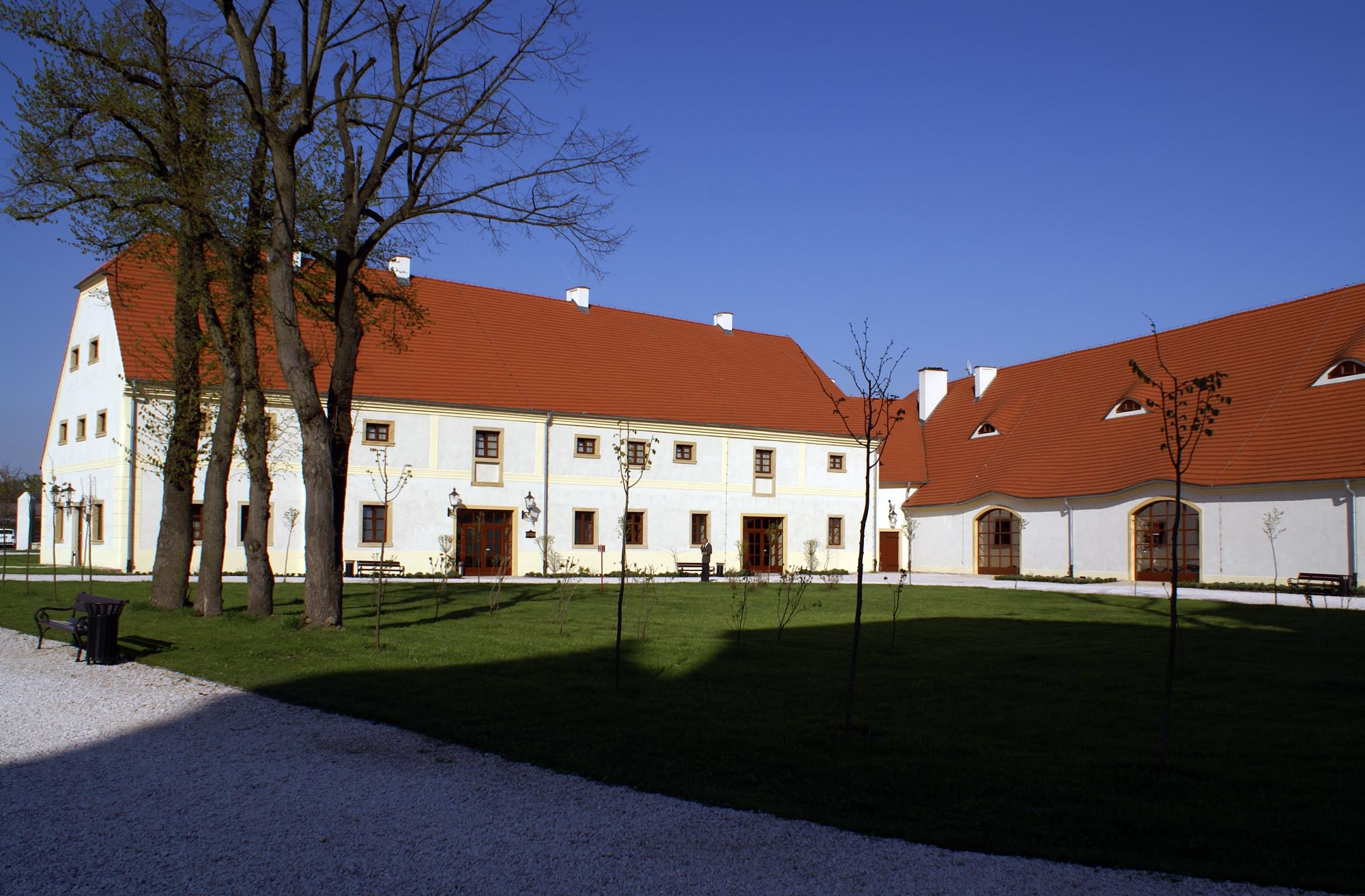
Ehem. Wirtschaftshof
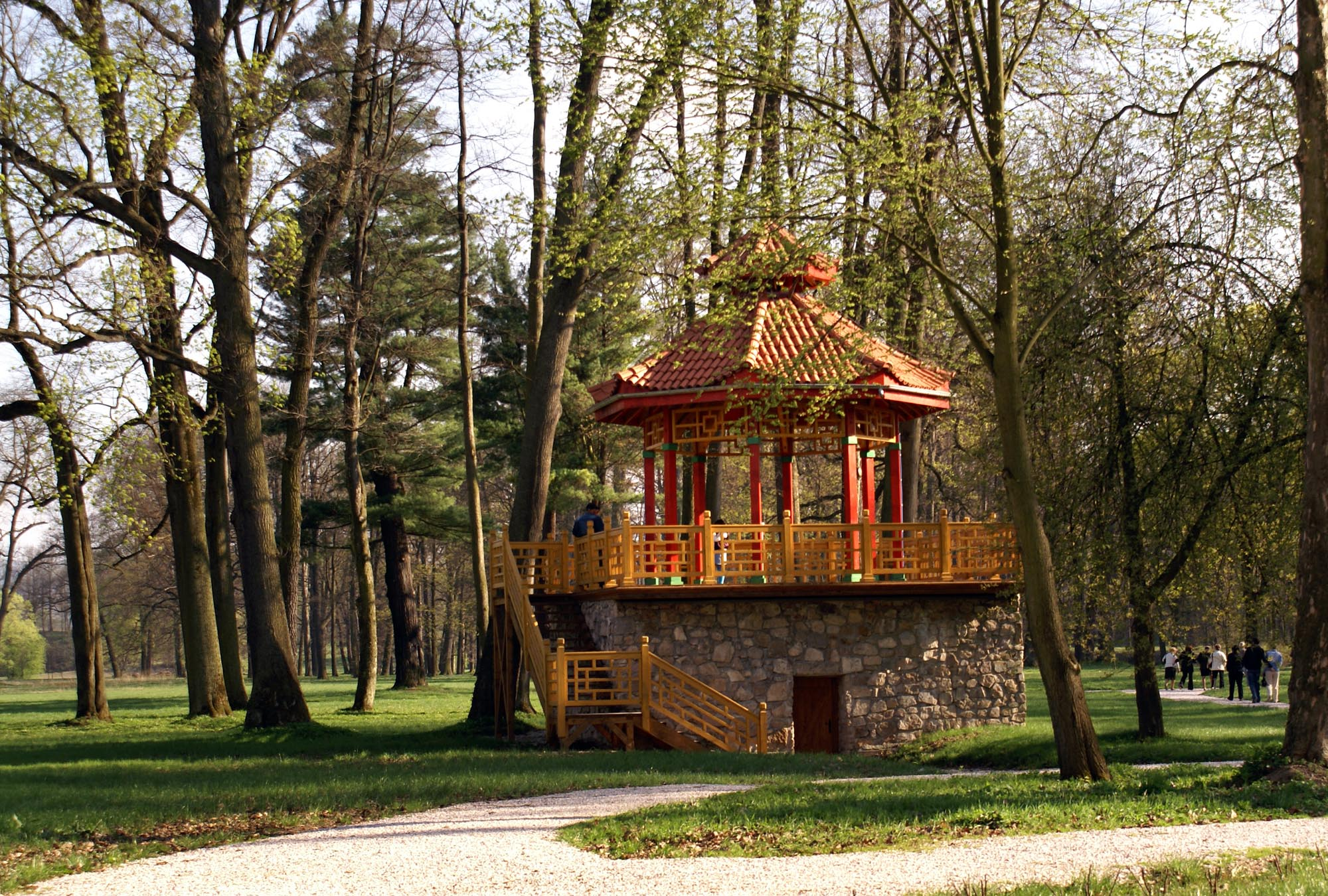
Park von Schloss Schildau mit Pavillon
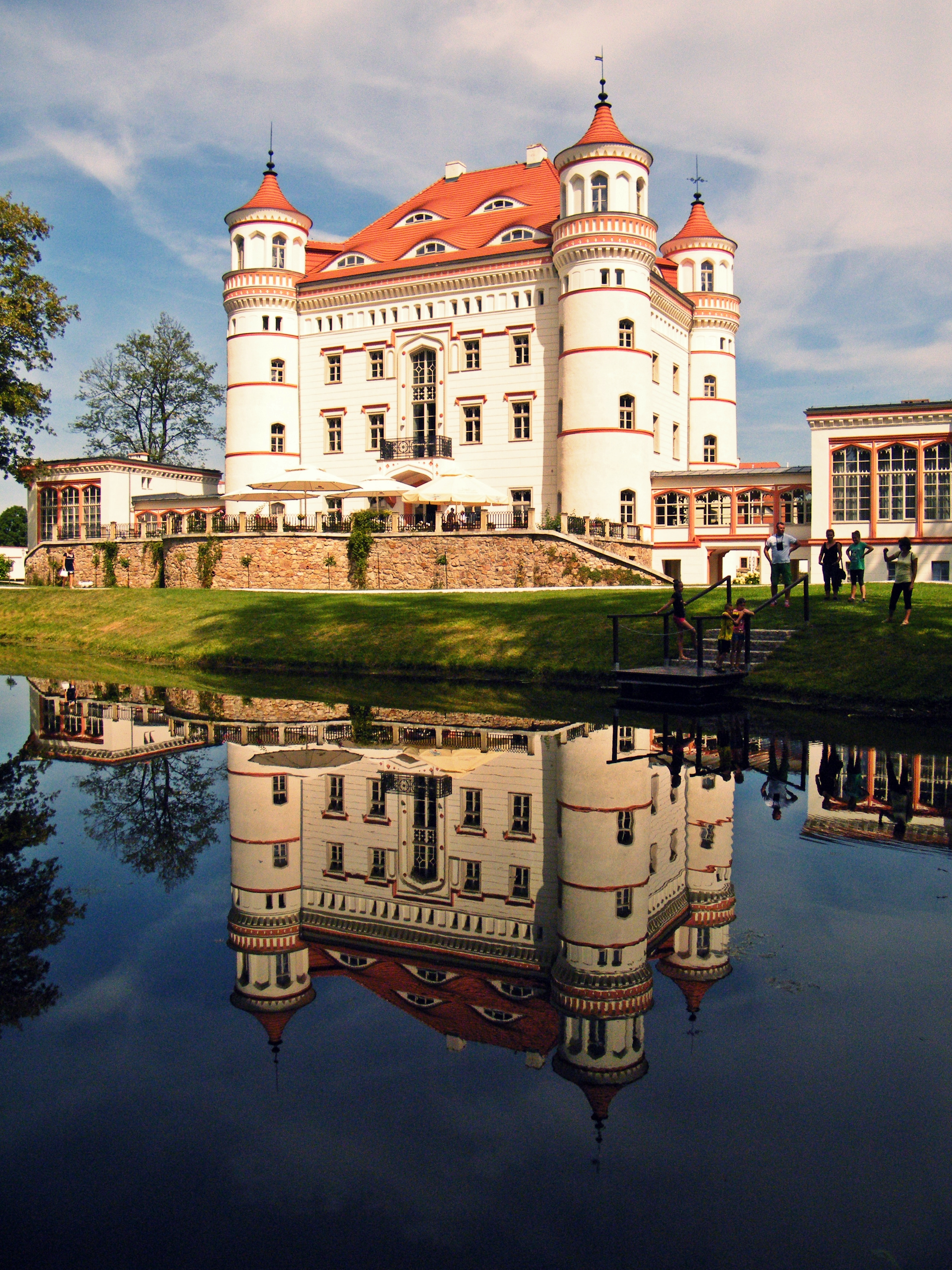
Teich im Park von Schloss Schildau
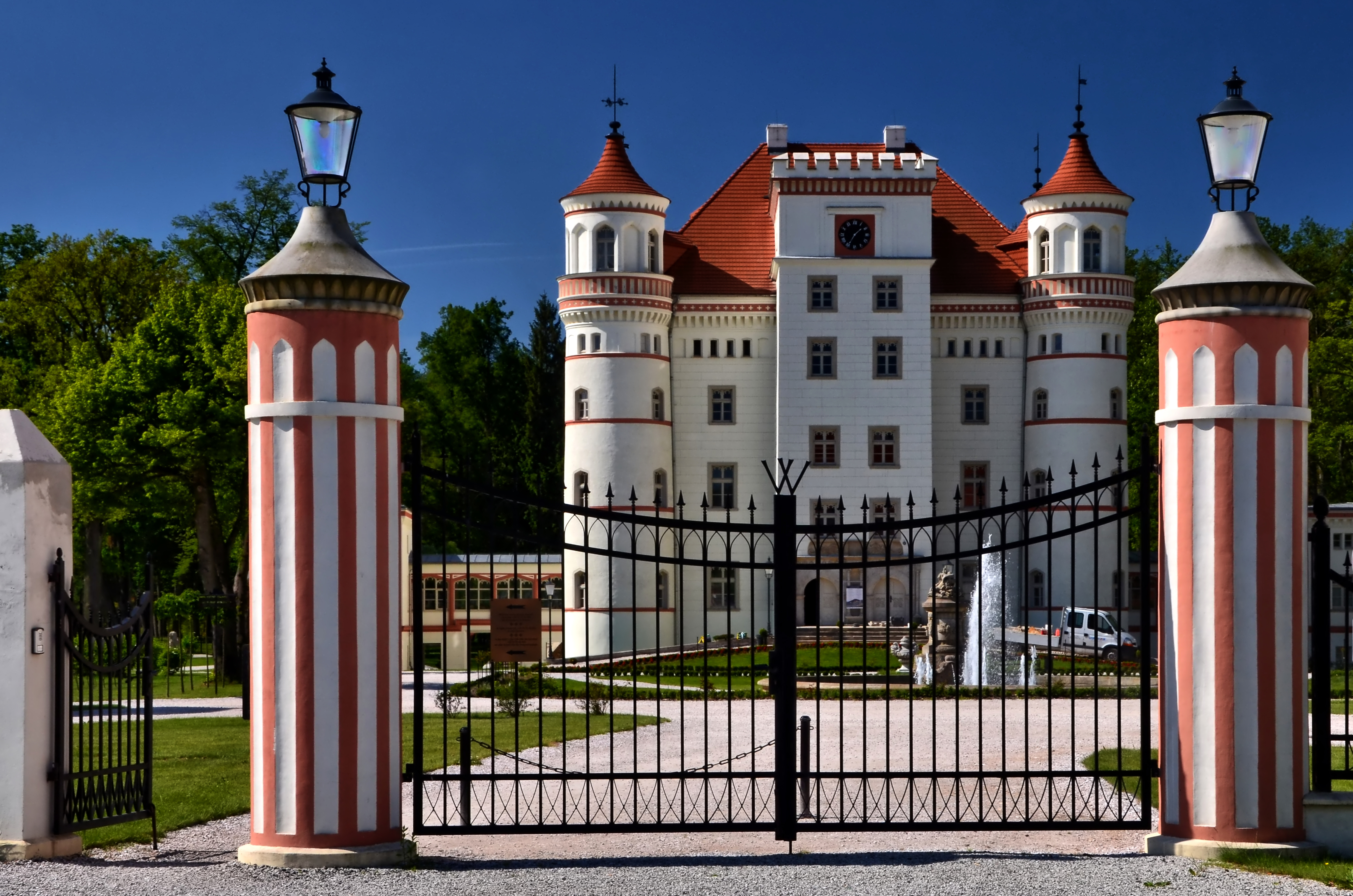
Vorderansicht mit Toreinfahrt